# Thomas Bælum
Thomas Bælum (* 5. Juni 1978 in Aalborg) ist ein dänischer ehemaliger Fußballspieler.
Der Abwehrspieler Thomas Bælum spielte von Januar 2004 bis 2006 beim MSV Duisburg und schaffte mit den „Zebras“ 2005 den Aufstieg in die Fußball-Bundesliga. Bælum absolvierte 77 Spiele und erzielte dabei drei Tore für den MSV. Nach dem Abstieg wechselte er in die Niederlande zu Willem II Tilburg.
Vor seiner Zeit in Duisburg spielte der Abwehrspieler von Juli 1998 bis Dezember 2003 beim dänischen Erstligisten Aalborg BK. Für den Verein bestritt er 220 Partien und wurde 1999 dänischer Meister.
In der U21-Nationalmannschaft Dänemarks kam Bælum 18-mal zum Einsatz.